# Khirbet al-Mukhayyat

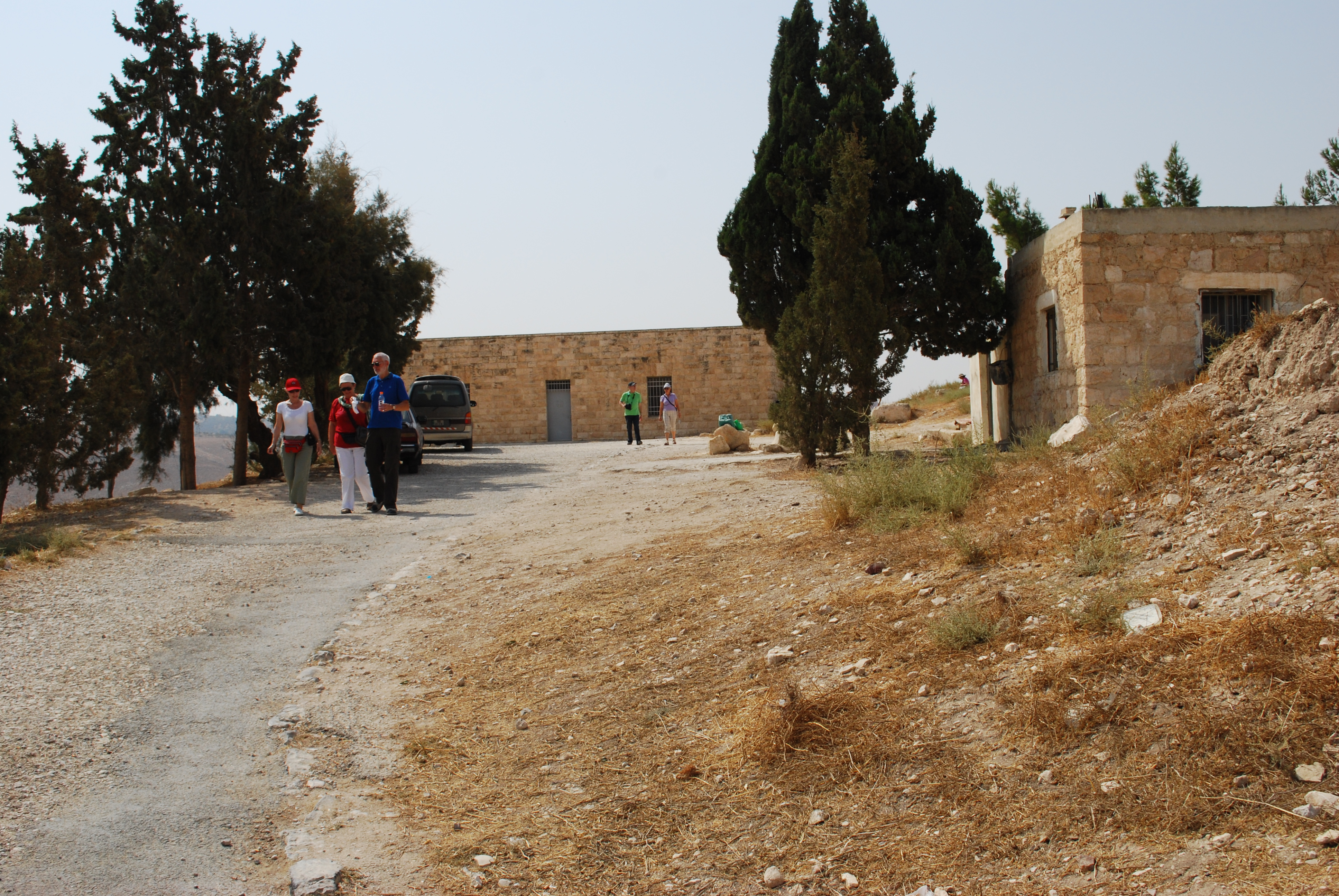
Turiștii de pe locul bisericii istorice

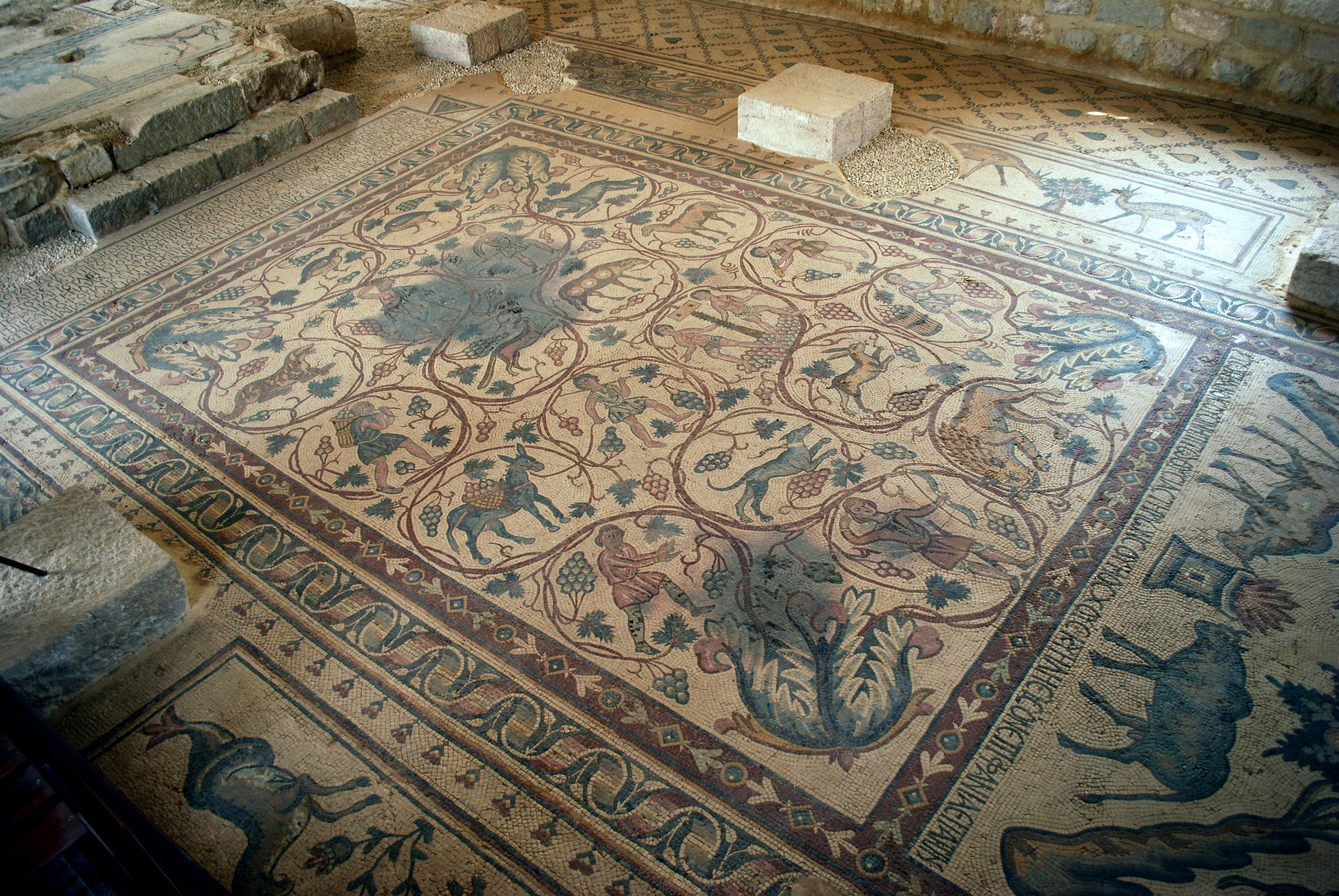
Etajul mozaiat din Biserica Sf. Lot și Sf. Procopius

Khirbet al-Mukhayyat (în arabă: خربة المُخيَّط)  de asemenea, cunoscut sub numele de orașul Nebo este un sat în Guvernoratul Madaba din Iordania. Satul se află la aproximativ 3,5 km de Muntele Nebo cunoscut și sub numele de Siyagha. Multe biserici bizantine au fost găsite în sat, inclusiv Biserica Sfântul Lot și Sfantul Procopiu, biserica Sfântul Gheorghe, si Mănăstirea Al-Kaniseh situate la o distanță scurtă în jos, intr-o vale de sub deal. Orașul conține, de asemenea, cultura materială dintr-o gamă largă de faze, de la calcolitică la otomană, inclusiv mai multe caracteristici elenistice, un fort din epoca fierului și o serie de peșteri, morminte, rezervoare și infrastructură agricolă.
Din 2014, Mukhayyat a fost excavat de o echipă internațională de arheologi, condusă de Dr. Debra Foran de la Universitatea WiIfrid Laurier (Canada). Aceste săpături sunt în curs de desfășurare și indică o lungă istorie de ocupație, de la începutul epocii bronzului până în perioada otomană.

## Locație
Khirbat al-Mukhayyat este situat la 9 km nord-vest de Madaba pe un escarpament abrupt de calcar . Situl privește spre Marea Moartă și Valea Iordanului. Wadi Mukhayyat se află la vest și Wadi Afrit la est.
Situat la marginea de vest a Podișului Transiordanian, site-ul prezintă o vedere cuprinzătoare a văii Iordanului cu  Highlands Iudeea la vest. Această poziție strategică ar fi permis locuitorilor să monitorizeze accesul la și dinspre Valea Iordanului și ar fi oferit, de asemenea, oportunități agricole fertile.

## Istorie
Orașul biblic Nebo este menționat pentru prima dată într-o stelă cunoscută sub numele de Inscripția Meșa care datează de la mijlocul secolului al IX-lea î.Hr., cu referire la ocupația orașelor de către israeliți. Regele moabit Mesha a preluat așezarea și a înlocuit locurile de cult israelite. Orașul Nebo este adesea confundat cu Muntele Nebo, dar Inscripția Meșa pare să implice o așezare și nu au fost găsite rămășițe semnificative din epoca fierului la Muntele Nebo, ceea ce înseamnă că situl a fost probabil Khirbet al-Mukhayyat.
Muntele Nebo din apropiere se regăsește în mod proeminent în sursa evreiască a perioadei elenistice și în originea romană, în primul rând ca loc de înmormântare al lui Moise. Surse istorice menționează, de asemenea, eforturile făcute de guvernul roman pentru a localiza mormântul menționat fără niciun rezultat.
Orașul are, de asemenea, considerabile ruine bizantine, cu numeroase biserici pentru populația creștină în creștere de-a lungul secolelor al VI-lea și al VIII-lea. Mănpstirea Al-Kanisah, Mănpstirea Theotokos și Mănpstirea Memorialului de pe Muntele Nebo sunt toate situate in apropiere, iar orașul a fost probabil principala destinație pentru pelerini si călători in regiune in acea perioadă. Cu toate acestea, structurile bizantine din oraș par să iasă din uz până în secolul al VII-lea î.Hr. și ulterior abandonate. Locuitorii s-au întors la site-ul doar la sfârșitul secolului al XIX-lea, dar numai printr-o ocupație limitată la versantul nord-estic al dealului.

## Săpături arheologice
Prima explorare modernă a sitului datează de la Félicien de Saulcy în 1863, care a furnizat prima mențiune a site-ului ca Khirbet al-Mukhayyat. Site-ul a fost explorat mai târziu de Alois Musil, care a descris rămășițele în detaliu și a creat primul plan detaliat.
Situl a fost cercetat în detaliu de franciscanii sub fratele Ieronim Mihaic care a descoperit mozaicurile Capelei Preotului Ioan și ale Bisericii Sfântul Gheorghe de pe acropole. Lucrările au continuat sub franciscani până la începutul anilor 1970, când mozaicurile au fost excavate.

### Proiectul arheologic al orașului Nebo
Sub Debra Foran de la Universitatea Wilfrid Laurier, Khirbet al-Mukhayyat a fost supus mai multor sezoane de investigații. De-a lungul mai multor sezoane de săpături pe teren, a fost identificat un turn din epoca fierului, probabil ca parte a altor fortificații contemporane, de asemenea, descoperite. Turnul a fost ulterior modificat în perioada elenistică.
O serie de peste 75 de vase de gătit intacte în poziție verticală au fost descoperite îngropate cu umplutură de la nivelurile anterioare. Acest aranjament ceramica este considerat a fi ritual asociat cu ospețe sezoniere. Solul din jurul acestei ceramici conține fragmente de ceramică din epoca fierului. Vasele sunt conforme cu tipul palestinian de ceramică elenistică.